# Паника
Па́ника, пани́ческий стра́х — внезапное чувство страха, настолько сильное, что подавляет логическое мышление. Паника может возникать у отдельных людей или проявляться в больших группах в качестве массовой паники.

## Этимология
Слово «паника» происходит из древнегреческого языка («panikos») и является данью богу Пану, который, согласно мифологии, был богом пастухов, лесов и пастбищ. 
Греки верили, что он часто мирно бродил по лесу, играя на дудочке, но когда случайно просыпался после полуденного сна, то издавал громкий крик, от которого разбегались стада. Поэтому греческие авторы создали слово panikos, «внезапный страх», оно стало основой для русского слова «паника». Греческий термин указывает на чувство полного страха, которое также внезапно и часто приписывается присутствию Бога.

## Психология
В психологии паника определяется как расстройство, тесно связанное с биологическими и психологическими факторами и их взаимодействиями. Одна из точек зрения гласит, что паника — это специфическая психологическая уязвимость людей для интерпретации нормальных физических ощущений катастрофическим образом. Леонард Дж. Шмидт и Брук Уорнер описывают панику как «ту ужасную, глубокую эмоцию, которая вытягивает нас за пределы нашей способности представить себе более ужасное переживание», добавляя, что «врачи любят сравнивать болезненные клинические состояния по какой-то воображаемой «шкале Рихтера» порочной, средней боли … для психиатра нет более порочной, средней боли, чем взрывающаяся и лично разрушающая паническая атака».
При панике у человека возникает сильный страх и плохие мысли, в зависимости от причины паники.
Паника в социальной психологии считается заразной, так как она может распространяться на множество людей, и те, кто пострадал, как ожидается, будут действовать иррационально в результате этого.  Психологи выделяют различные типы панического состояния с незначительно различающимися описаниями, которые включают массовую истерию, массовый психоз, массовую панику и социальную инфекцию.
Влиятельная теоретическая трактовка паники содержится в теории коллективного поведения Нила Смелзера. Наука управления паникой нашла важное практическое применение в Вооружённых силах и экстренных службах мира.

## В истории
Древние люди использовали массовую панику в качестве техники при охоте на животных, особенно жвачных. Стада, реагирующие на необычные, но при этом сильные звуки или незнакомые визуальные эффекты, направлялись к обрывам, где, забившись в угол, в итоге прыгали с высоты и погибали.
Люди также уязвимы для паники и часто считают её заразной. Один человек в панике может легко распространить её на других людей, находящихся поблизости, и вскоре вся группа начинает действовать нерационально. В то же время люди имеют возможность для предотвращения и/или контроля своей и чужой паники, с помощью дисциплинированного мышления или тренировок (например, учений на случай стихийных бедствий). Злоупотребление психоактивными веществами в форме употребления наркотиков, курения табака и марихуаны также связано с уязвимостью человека перед паническими атаками, как показывают исследования.
Архитекторы и градостроители пытаются приспособиться к такому симптому паники, как стадное поведение, во время проектирования и планирования, часто используя моделирование, чтобы определить лучший способ привести людей к безопасному выходу и предотвратить скопления и давку. Самые эффективные методы часто неинтуитивны. Высокая колонна или колонны, расположенные перед выходом на точно рассчитанном расстоянии, могут ускорить эвакуацию большого помещения, поскольку препятствие разделяет скопление людей задолго до точки загромождения.
Многие широко освещенные случаи смертельной паники происходили во время массовых публичных мероприятий. Планировка Мекки была широко переработана саудовскими властями в попытке устранить частые давки, которые убивают в среднем 250 паломников каждый год. На футбольных стадионах также иногда происходили смертельные давки, вызванные толпами болельщиков, которые бросаются бежать и паникуют. Например, на стадионе Эйзель в Бельгии в 1985 году, когда пострадало более 600 человек, включая 39 смертей, или на стадионе Хиллсборо в Шеффилде, Англия, в 1989 году, когда 96 человек были убиты в давке.